# Andrea de Alba

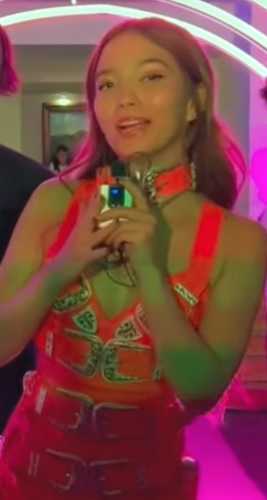
Andrea de Alba, 2023

Andrea de Alba Ramírez (* 2. Januar 1996 Puerto Vallarta, Jalisco, Mexiko) ist eine mexikanische Schauspielerin, Sängerin, Model, Tänzerin und Ansagerin. Bekannt wurde sie mit der Rolle der Carmin Laguardia in der Disney–Telenovela BIA.

## Leben und Karriere
Andrea de Alba hat einen Bachelor of Communication Sciences and Techniques an der Universidad del Valle de Atemajac in Guadalajara. Im Alter von 8 Jahren trat sie mit ihrer Mutter, der Moderatorin Erika Ramírez, in der Kindersendung Pin Pong auf; später spielte sie bei den Sendungen El Reto oe und Un buen día mit, die vom Radiosender XEDK-AM der Radiogruppe Radiorama Occidente ausgestrahlt wurden.
Parallel zu ihrer Karriere als Ansagerin stach sie als professionelle Tänzerin hervor und arbeitete für verschiedene renommierte Marken, reiste durch verschiedene Staaten der mexikanischen Republik, um später als Mitglied des Balletts des Fernsehprogramms Azteca Sin Control, Sendung von A+. Sie nahm auch an dem Theaterstück Amor hecho a mano teil.
Im Jahr 2018 zog De Alba nach Buenos Aires, Argentinien, nachdem sie von Disney ausgewählt worden war, die Rolle der „Carmín Laguardia“ in der Disney Serie BIA zu spielen. Sie übernahm dieselbe Rolle in Bia: Un mundo al revés.
Im Jahr 2021 veröffentlichte sie zusammen mit Jandino ihren ersten Song mit dem Titel Casita de playa.

## Filmografie
- 2017: Sin control (Selbstdarstellung)
- 2019: BIA, Carmín Laguardia.
- 2021: BIA, Un mundo al revés als Carmín Laguardia.